# Australische Badmintonmeisterschaft
Die australischen Meisterschaften im Badminton sind eine Traditionsveranstaltung des australischen Badmintonverbandes. Die erste offizielle Meisterschaft wurde 1935 ausgetragen, nachdem in den Jahren zuvor im Staat Victoria bereits Titelkämpfe durchgeführt wurden, jedoch ohne die Existenz eines nationalen Badminton-Verbandes. Bis Ende der 1990er Jahre waren die Meisterschaften offen – das heißt, es konnten auch ausländische Spieler bei den Meisterschaften starten. Mittlerweile werden sie explizit als "Closed Championships" tituliert.

## Die Titelgewinner
| Saison    | Herreneinzel                | Dameneinzel       | Herrendoppel                              | Damendoppel                             | Mixed                               |
| --------- | --------------------------- | ----------------- | ----------------------------------------- | --------------------------------------- | ----------------------------------- |
| 1935      | Cecil Craske                | Mavis Horsburgh   | E. Smith H. Tattersall                    | E. Crow J. Badenach                     | Cecil Craske Isobel Newman          |
| 1936      | Tim Thompson                | Mavis Horsburgh   | Keith Johnstone George Billing            | Ivy Hewett Eva Robert                   | Tim Thompson N. Wing                |
| 1937      | Cecil Craske                | Mavis Horsburgh   | Bob Harper Jack Prior                     | Ivy Hewett Eva Robert                   | Cecil Craske Beryl Cuthbertson      |
| 1938      | Allan McCabe                | Eva Robert        | Bob Harper Jack Prior                     | Mavis Horsburgh Beryl Cuthbertson       | Cecil Craske Beryl Cuthbertson      |
| 1939      | Allan McCabe                | Beryl Cuthbertson | Bob Harper Jack Prior                     | Mavis Wray Beryl Cuthbertson            | Tim Thompson Mavis Wray             |
| 1940 1946 | nicht ausgetragen           | nicht ausgetragen | nicht ausgetragen                         | nicht ausgetragen                       | nicht ausgetragen                   |
| 1947      | Tim Thompson                | Eva Robert        | Dick Russell C. Fildes                    | Ivy Hewett Eva Robert                   | Dick Russell Ethel Peacock          |
| 1948      | Allan McCabe                | Eva Robert        | Allan McCabe Arthur McCabe                | Ivy Hewett Eva Robert                   | Bert Tonkin Eva Robert              |
| 1949      | Allan McCabe                | Eva Robert        | Allan McCabe Arthur McCabe                | Jean Pullen Ethel Peacock               | Dick Russell Ethel Peacock          |
| 1950      | Allan McCabe                | Ethel Peacock     | Allan McCabe Arthur McCabe                | Betty Barton-Jamieson Frederica McCorry | Cliff Cutt Ethel Peacock            |
| 1951      | Jeffrey Robson              | Eva Robert        | Jeffrey Robson Bert Tonkin                | Peggy Grant Ethel Peacock               | Jeffrey Robson Ethel Peacock        |
| 1952      | Allan McCabe                | Ethel Peacock     | Lim Ah Soo Tan Jin Kiat                   | Thelma Richman Eva Robert               | Cliff Cutt Eva Robert               |
| 1953      | Don Murray                  | Ethel Peacock     | Stan Russell Allan McCabe                 | Peggy Grant Ethel Peacock               | Allan McCabe Peggy Grant            |
| 1954      | Don Murray                  | Amy Pincott       | Cliff Cutt Ian Hutchinson                 | Peggy Grant Margaret Foord              | Allan McCabe Peggy Grant            |
| 1955      | Ong Eng Hong                | Margaret Foord    | Don Murray Stan Russell                   | June Bevan Amy Pincott                  | Stan Russell Margaret Foord         |
| 1956      | Ong Eng Hong                | June Bevan        | Ong Eng Hong See Chin Leong               | June Bevan Amy Pincott                  | Don Murray June Bevan               |
| 1957      | Ong Eng Hong                | Margaret Russell  | Ong Eng Hong See Chin Leong               | June Bevan Amy Pincott                  | Don Murray June Bevan               |
| 1958      | Ken Turner                  | Margaret Russell  | C. Aw E. Kok                              | June Turnbull June Smailes              | Ken Turner A. Atkins                |
| 1959      | Ron Young                   | B. Tan            | J. S. Heng G. Yeang                       | E. T. Scott F. M. Beitzel               | G. Yeang B. Tan                     |
| 1960      | Ong Eng Hong                | June Bevan        | Ong Soo Kit Andrew Ong                    | June Bevan June Turnbull                | Don Murray June Bevan               |
| 1961      | Ong Eng Hong                | Joy Twining       | Ong Soo Kit Andrew Ong                    | June Bevan June Walsh                   | Stan Russell Margaret Russell       |
| 1962      | Ong Eng Hong                | Joy Twining       | Ken Turner B. Welch                       | June Bevan June Walsh                   | Ken Turner Turner                   |
| 1963      | Ron Young                   | Joy Twining       | Cliff Cutt Ian Hutchinson                 | Judy Smith E. Dimbleby                  | Ron Young H. Northeast-Young        |
| 1964      | Ken Turner                  | Kay Nesbit        | Ken Turner B. Welch                       | June Bevan Judy Smith                   | Ken Turner Dulcie King              |
| 1965      | Jon Chin                    | Kay Nesbit        | Jon Chin George Robotham                  | Kay Nesbit Jan Horton                   | Ken Turner Dulcie King              |
| 1966      | Andrew Ong                  | Kay Nesbit        | Graeme Nelson Andrew Ong                  | Joy Twining Jane Griffiths              | Ken Turner Dulcie King              |
| 1967      | Michael Rawlings            | Kay Nesbit        | Jon Chin Michael Rawlings                 | Kay Nesbit Jan Horton                   | Christopher Hardwick Kay Nesbit     |
| 1968      | John Compton                | Kay Nesbit        | Donald Cory Ricky Irwin                   | Kay Nesbit Jan Horton                   | Christopher Hardwick Kay Nesbit     |
| 1969      | Ross Livingston             | Judy Nyirati      | David Hoppen Ron Young                    | Kay Nesbit Cheryl Mullett               | David Hoppen Cheryl Mullett         |
| 1970      | Ross Livingston             | Judy Nyirati      | David Hoppen M. Lockwood                  | G. Genders Beverley Hite                | Ross Livingston Beverley Hite       |
| 1971      | Christopher Hardwick        | Judy Nyirati      | Peter Cooper Christopher Hardwick         | J. Stone Judy Walker                    | Peter Cooper Joan Kennington        |
| 1972      | Ross Livingston             | Judy Nyirati      | Peter Cooper Christopher Hardwick         | Joan Jones Judy Nyirati                 | Peter Cooper Joan Kennington        |
| 1973      | Paul Tyrrell                | Judy Nyirati      | Peter Cooper Christopher Hardwick         | Joan Kennington Kay Terry               | Christopher Hardwick Kay Terry      |
| 1974      | Peter Cooper                | Joan Jones        | Peter Cooper Colin Criddle                | Beverley Hite Pauline Munday            | Peter Cooper Joan Kennington        |
| 1975      | Peter Cooper                | Judy Nyirati      | Christopher Hardwick Paul Kong            | Joan Jones Judy Nyirati                 | John Clancy Joan Jones              |
| 1976      | Peter Cooper                | Susan Daly        | John Clancy Michael Scandolera            | Geraldine Brown Susan Daly              | Peter Cooper Jennifer Cunningham    |
| 1977 1978 | keine Daten                 | keine Daten       | keine Daten                               | keine Daten                             | keine Daten                         |
| 1979      |                             |                   |                                           | Lyn McElroy Audrey Swaby                |                                     |
| 1980      |                             |                   |                                           | Lyn McElroy Audrey Swaby                |                                     |
| 1981      | Sze Yu                      | Julie McDonald    | Michael Scandolera Paul Tyrrell           | Jennifer Cunningham Audrey Swaby        |                                     |
| 1982      | Paul Kong                   | Maxine Evans      | Trevor James Paul Kong                    | Maxine Evans Julie McDonald             | Michael Scandolera Maxine Evans     |
| 1983      |                             |                   |                                           | Audrey Swaby Jennifer Cunningham        |                                     |
| 1984      | Sze Yu                      | Julie McDonald    | Peter Roberts Michael Scandolera          | Karen Jupp Audrey Swaby                 | Darren McDonald Julie McDonald      |
| 1985      | Sze Yu                      | Julie McDonald    | Michael Scandolera Darren McDonald        | Maxine Evans Julie McDonald             | Michael Scandolera Maxine Evans     |
| 1986      | Sze Yu                      | Rhonda Cator      | Michael Scandolera Peter Roberts          | Karen Jupp Audrey Tuckey                | Gordon Lang Karen Jupp              |
| 1987      | Kerrin Harrison             | Rhonda Cator      | Kerrin Harrison Glenn Stewart             | Rhonda Cator Julie McDonald             | Michael Scandolera Rhonda Cator     |
| 1988      | Michael Scandolera          | Anna Lao          | Paul Kong Gordon Lang                     | Tracey Small Lisa Bryant                | Michael Scandolera Rhonda Cator     |
| 1989      | Sze Yu                      | Anna Lao          | Peter Blackburn Gordon Lang               | Teresa Lian Anna Lao                    | He Tim Anna Lao                     |
| 1990      | He Tim                      | Luo Yun           | Ong Beng Teong Paul Stevenson             | Rhonda Cator Anna Lao                   | He Tim Anna Lao                     |
| 1991      | He Tim                      | Anna Lao          | Chan Siu Kwong Ng Pak Kum                 | Rhonda Cator Anna Lao                   | He Tim Anna Lao                     |
| 1992      | Eddy Kurniawan              | Song Yang         | Peter Blackburn Mark Nichols              | Amanda Hardy Lisa Campbell              | Ong Beng Teong Wendy Shinners       |
| 1993      | He Tim                      | Song Yang         | Peter Blackburn Mark Nichols              | Amanda Hardy Lisa Campbell              | Mark Nichols Amanda Hardy           |
| 1994      | Jefry Tjoandi               | Lisa Campbell     | Peter Blackburn Mark Nichols              | Wendy Shinners Song Yang                | Mark Nichols Amanda Hardy           |
| 1995      | Shen Yifeng                 | Song Yang         | Peter Blackburn Paul Staight              | Tammy Jenkins Rhona Robertson           | Chan Oi Ni He Tim                   |
| 1996      | Tam Kai Chuen               | Lisa Campbell     | Chow Kin Man Ma Che Kong                  | Kennie Asuncion Amparo Lim              | Peter Blackburn Rhonda Cator        |
| 1997      | Ng Wei                      | Li Feng           | David Bamford Peter Blackburn             | Tammy Jenkins Rhona Robertson           | Murray Hocking Lisa Campbell        |
| 1998      | Rio Suryana                 | Michaela Smith    | David Bamford Peter Blackburn             | Rhonda Cator Amanda Hardy               | Peter Blackburn Rhonda Cator        |
| 1999 2002 | keine Daten                 | keine Daten       | keine Daten                               | keine Daten                             | keine Daten                         |
| 2003      | Stuart Brehaut              | Renuga Veeran     | Travis Denney Ashley Brehaut              | Renuga Veeran Susan Wang                | Raj Veeran Renuga Veeran            |
| 2004      | Nathan Malpass              | Kellie Lucas      | Murray Hocking Mark Nichols               | Kellie Lucas Tania Luiz                 | Boyd Cooper Kellie Lucas            |
| 2005      | Stuart Brehaut              | Kellie Lucas      | Travis Denney Boyd Cooper                 | Kellie Lucas Kate Wilson-Smith          | Travis Denney Kate Wilson-Smith     |
| 2006      | Stuart Gomez                | Tania Luiz        | Ben Walklate Ashley Brehaut               | Margot Strehlan Kate Wilson-Smith       | Ross Smith Tania Luiz               |
| 2007      | Ashley Moss                 | Leanne Choo       | Wes Caulkett Michael Chappell             | Leanne Choo Kate Wilson-Smith           | Chad Whitehead Kate Wilson-Smith    |
| 2008      | Jeff Tho                    | Leanne Choo       | Ben Walklate Ashley Brehaut               | Leanne Choo Kate Wilson-Smith           | Chad Whitehead Kate Wilson-Smith    |
| 2009      | Nicholas Kidd               | Renuga Veeran     | Ben Walklate Glenn Warfe                  | Erin Carroll Renuga Veeran              | Ben Walklate Kate Wilson-Smith      |
| 2010      | Nicholas Kidd               | Leisha Cooper     | Saliya Gunaratne Chad Whitehead           | Kate Wilson-Smith Leanne Choo           | Andrew Surman Kate Wilson-Smith     |
| 2011      | Nicholas Kidd               | Michelle Zhang    | Wee Ung Hii Chris Ong                     | Ann-Louise Slee Michelle Zhang          | Nicholas Kidd Talia Saunders        |
| 2012      | Wesley Caulkett             | Wendy Chen        | Guy Gibson Raymond Tam                    | Wendy Chen Hsieh Chia-Ju                | Raymond Tam Susan Wang              |
| 2013      | Nelson Oon Hoe Keat         | Verdet Kessler    | Wesley Caulkett Mitchell Wheller          | Louisa Ma Natasha Sharp                 | Luke Chong Talia Saunders           |
| 2014      | Oon Hoe Keat                | Verdet Kessler    | Luke Chong Joel Findlay                   | Verdet Kessler Joy Lai                  | Luke Chong Talia Saunders           |
| 2015      | Ashwant Gobinathan          | Joy Lai           | Rizwan Azam Michael Fariman               | Tiffany Ho Elena Yee-Man Kwok           | Stuart Rowlands Talia Saunders      |
| 2016      | Anthony Joe                 | Joy Lai           | Matthew Chau Sawan Serasinghe             | Setyana Mapasa Gronya Somerville        | Sawan Serasinghe Setyana Mapasa     |
| 2017      | Anthony Joe                 | Wendy Chen        | Rizwan Azam Kenneth Choo                  | Setyana Mapasa Gronya Somerville        | Sawan Serasinghe Setyana Mapasa     |
| 2018      | Reuze Yan                   | Qin Jinjing       | Rizwan Azam Kenneth Choo                  | Ann-Louise Slee Renuga Veeran           | Yan Runze Jinjing Qin               |
| 2019      | Jacob Schueler              | Jiang Yingzi      | Matthew Chau Lim Ming Chuen               | Setyana Mapasa Gronya Somerville        | Simon Leung Gronya Somerville       |
| 2020      | Lin Yingxiang               | Wendy Chen        | Lim Ming Chuen Pham Tran Hoang            | Victoria He Angela Yu                   | Lin Yingxiang Khoo Lee Yen          |
| 2021      | nicht ausgetragen           | nicht ausgetragen | nicht ausgetragen                         | nicht ausgetragen                       | nicht ausgetragen                   |
| 2022      | Jacob Schueler              | Wendy Chen        | Rizky Hidayat Ismail Tran Hoang Pham      | Kaitlyn Ea Gronya Somerville            | Kenneth Choo Gronya Somerville      |
| 2023      | Ricky Tang                  | Tiffany Ho        | Rizky Hidayat Ismail Frengky Wijaya Putra | Sylvinna Kurniawan Setyana Mapasa       | Rizky Hidayat Ismail Setyana Mapasa |
| 2024      | Jack Yu                     | Tiffany Ho        | Rizky Hidayat Ismail Frengky Wijaya Putra | Setyana Mapasa Angela Yu                | Rizky Hidayat Ismail Setyana Mapasa |
| 2025      | Muhammad Rafi Zafran Ferary | Tiffany Ho        | Rizky Hidayat Ismail Frengky Wijaya Putra | Gronya Somerville Angela Yu             | Andika Ramadiansyah Nozomi Shimizu  |